# 天主教阿林道教區
天主教阿林道教區（拉丁語：Dioecesis Alindaoensis）是中非共和國一個羅馬天主教教區，屬班吉總教區。
教區成立於2004年12月18日，包括下科托省。2006年有教友39,214人（佔轄區總人口24.2%）、五個堂區、十一名司鐸。現任教區主教為希尔-内斯特·亚帕帕。

## 歷任主教
1. 伯多祿‧馬辛科夫斯基（2004年12月18日－2014年3月19日）
2. 希尔-内斯特·亚帕帕（2014年3月19日至今）